# Adil Khan I
Miran Adil Khan I (? - Burhanpur, 30 d'abril de 1441) fou el tercer sobirà de la dinastia farúquida de Khandesh. Era fill de Nasir Khan i el va succeir quan va morir el 18 o 19 de setembre de 1437. Retirats els bahmànides de territori de Khandesh, va acceptar la sobirania de Gujarat i va tenir un regnat relativament tranquil. Va ser assassinat a Burhanpur el 30 d'abril de 1441 i enterrat a Thalner al costat del seu pare Nasir Khan. El va succeir en el tron el seu fill Miran Mubarak Khan I.